# Обречённые сердца (фильм)
«Обречённые сердца» (2006) — это драматический фильм, состоящий из шести новелл. В каждой истории различные пары сталкиваются с трудностями в любви, борясь с нечестностью и неверностью

## Сюжет
1. «На детском телешоу»: На детском телешоу разгораются страсти, которые совсем не детские. Участники конкурса готовы на все ради победы. Кто же станет чемпионом?
2. «Ломающаяся машина»: Богатой красотке ломается машина прямо посреди дороги на окраине Лос-Анджелеса. Сомнительного вида мексиканец предлагает свою помощь. Она не доверяет ему, но, похоже, выхода у неё нет…
3. «Американская мечта»: Неудачливый эмигрант, мечтавший снимать кино, подает в суд на власти США за свою разбитую американскую мечту. Весь мир лежит у её ног, а она собирается его покинуть…
4. «Комендант и повар»: История взаимоотношений коменданта фашистского лагеря Франца Стэнгала и его повара Ричарда Блау — еврея из Вены. Фильм основан на реальных событиях.
5. «Неизбежное»: Вся жизнь Наоми была проклята, как и жизни всех её близких. Она решает приготовиться к неизбежному…

## Актёры
главные роли исполнили
- Кэти Бейтс — Судья
- Джерард Батлер — Питер
- Жюли Дельпи — Шарлотта
- Андреа Ди Стефано — Неблагодарный
- Анна Фэрис — Джейн Коннелли
- Фрэнк Гальегос — Франциско
- Алекс Хьюз — Официант
- Ева Мендес — Габриэлла
- Харриет Роджерс — Молодая Шарлотта
- Чарльз Рубендэлл — офицер СС[1]

## Рецензии и критика
На Агрегаторе Рецензий imdb Фильм Получил Оценку 4.6 из 10 На Основе 818 Оценок
На Агрегаторе Рецензий rotten tomatoes Фильм Получил Оценку 23 % из 100 %

## Музыка
Музыку к Фильму Написали
- Джеймс Бёрд
- Питер Фокс
- Гэбриел Манн
- Квентин Томас